# صن أكسلسون
صن أكسلسون (بالسويدية: Sun Axelsson)‏‏ (10 أغسطس 1935 - 14 يناير 2011 ) مترجمة، وصحفية، وناقدة أدبية، وشاعرة، وكاتِبة، وكاتبة سيناريو، ومخرجة أفلام من السويد.

## التعليم
تعلمت صن أكسلسون في:
- جامعة ستكهولم

## روابط خارجية
- صن أكسلسون على موقع IMDb (الإنجليزية)